# Geografia
Geografia – nauka przyrodnicza i społeczna zajmująca się badaniem powłoki ziemskiej (przestrzeni geograficznej), jej zróżnicowaniem przestrzennym pod względem przyrodniczym i społeczno-gospodarczym, a także powiązaniami pomiędzy środowiskiem przyrodniczym a działalnością społeczeństw ludzkich. Nazwa geografia (gr. γεωγραφία) pochodzi od słów γῆ ge – „ziemia” i γράφω grapho – „piszę”. Za twórcę terminu uważa się Eratostenesa z Cyreny. Ze względu na różnorodność przedmiotu geografii i urozmaiconej metodologii częste są dyskusje wokół jej definicji oraz zakresu badawczego; proponuje się używanie w miejsce dotychczasowej nazwy „geografia” terminu „nauki geograficzne”.
Definicja według Stanisława Leszczyckiego:
Geografia jest nauką o przestrzennym zróżnicowaniu struktur fizycznogeograficznych i społeczno-ekonomiczno-geograficznych i ich wzajemnym powiązaniu.
Przedmiotem badań geografii jest środowisko geograficzne obejmujące zarówno przyrodę, jak i gospodarkę. Geografia ma więc dwa przedmioty badań: środowisko naturalne oraz człowieka i jego działalność. Jest więc nauką dualistyczną.

## Miejsce w systemie nauk
Ze względu na swój dualizm (podwójny przedmiot badań) geografia należy zarówno do nauk przyrodniczych (geografia fizyczna) oraz do nauk społeczno-ekonomicznych (geografia społeczno-ekonomiczna); równocześnie poszczególne działy geografii fizycznej i społeczno-ekonomicznej wykazują ścisłe związki z innymi pokrewnymi gałęziami wiedzy. Działy geografii fizycznej wiążą się z naukami przyrodniczymi: geomorfologia z geologią i fizyką, klimatologia z fizyką, hydrografia z hydrologią i chemią, glacjologia z fizyką, geografia gleb z gleboznawstwem i biologią itd. Podobnie działy geografii społeczno-ekonomicznej wykazują powiązania z naukami społecznymi i ekonomicznymi, i tak np.: geografia osadnictwa z historią i urbanistyką, geografia ludności z demografią i statystyką itp. Geografia jest nauką syntetyzującą, problemową; w ujęciu przedmiotowym jest monotematyczna (formułująca prawidłowości na podstawie powtarzalności zjawisk) w ujęciu regionalnym jest idiograficzna (dająca opis przestrzenny zjawisk).

## Metody badań
Podstawą tej nauki jest badanie przestrzennych zależności, a najczęściej stosowanym narzędziem jest mapa.
- opisowe – przeglądowy opis cech miejsca i ludności go zamieszkującej,
- analityczne – odpowiedź na pytanie, dlaczego jakieś zjawiska występują na danym obszarze.

## Działy geografii

### Podstawowe działy geografii
Geografię dzieli się na geografię ogólną i geografię regionalną. Według innego podziału można ją podzielić na geografię fizyczną i geografię ekonomiczną. 

Mapa Ziemi

1. Geografia fizyczna zajmująca się środowiskiem przyrodniczym, jego cechami, przestrzennym zróżnicowaniem tych cech oraz zjawiskami je kształtującymi. W skład geografii fizycznej wchodzą:
- geomorfologia
- hydrologia
  - limnologia
  - potamologia
  - oceanografia
  - glacjologia
- klimatologia
  - fenologia
- geografia gleb
- biogeografia
- geografia fizyczna kompleksowa

2. Geografia społeczno-ekonomiczna (geografia człowieka, antropogeografia) zajmująca się wszelkimi aspektami działalności człowieka, przestrzennymi strukturami życia społecznego i gospodarczego oraz poszczególnych działów gospodarki. W dziale geografii społeczno-ekonomicznej wyróżnia się:
- geografia historyczna
- geografia komunikacji
  - geografia łączności
  - geografia transportu
- geografia kultury
- geografia ludności
- geografia osadnictwa
- geografia polityczna
- geografia przemysłu
- geografia religii
- geografia rolnictwa
- geografia społeczna
- geografia turyzmu
- geografia usług
- geografia wyborcza

3. Geografia regionalna zajmująca się kompleksowym opisem środowiska geograficznego regionów. Łączy zagadnienia geografii fizycznej i społeczno-ekonomicznej dotyczące danego regionu świata.

### Nauki pomocnicze
- Kartografia
- Geodezja
- Geopolityka
- Geoinformacja i geoinformatyka
- Astronomia

## Historia geografii
Greccy uczeni jako pierwsi zajmowali się geografią jako nauką i filozofią. Największy wkład wnieśli Tales z Miletu, Herodot, Eratostenes, Arystoteles, Strabon i Ptolemeusz. Rzymianie w czasie swoich podbojów rozwinęli sztukę rysowania map.
W średniowieczu do rozwoju tej dziedziny przyczynili się Arabowie (między innymi Al-Idrisi, Ibn Battuta czy Ibn Khaldun), którzy przejęli dziedzictwo naukowe Greków i Rzymian, aktywnie je rozwijając. W tym samym czasie horyzont geograficzny rozszerzył Marco Polo. Wiek XV i XVI to epoka wielkich odkryć geograficznych. Napływ szczegółowych danych wymagał lepszych fundamentów teoretycznych oraz lepszych technik kartograficznych, czego wyrazem są Geographia generalis Vareniusa i mapa świata Merkatora.
W XVIII i XIX wieku geografia staje się oddzielną dziedziną nauki i zostaje wprowadzona do programów uniwersyteckich. W ciągu ostatnich dwustu lat nastąpił znaczny rozwój nauk geograficznych oraz stosowanych w nich metod i narzędzi badawczych.
W rozwoju geografii znaczącą rolę odegrały organizacje skupiające badaczy i miłośników geografii. Pierwsze stowarzyszenie geograficzne w historii świata Akademię Argonautów założył w 1684 roku włoski franciszkanin oraz geograf Vincenzo Maria Coronelli. Należało do niego m.in. trzech Polaków: król polski Jan III Sobieski, marszałek wielki koronny Stanisław Herakliusz Lubomirski oraz kanclerz wielki koronny Jan Wielopolski. W XIX wieku powstały także brytyjskie Królewskie Towarzystwo Geograficzne czy amerykańskie Narodowe Towarzystwo Geograficzne, a w Polsce Polskie Towarzystwo Geograficzne istniejące od 1918 roku.
Tradycje najstarszej katedry geografii w Polsce, która została założona w 1849 roku i była kierowana przez Wincentego Pola, kontynuuje Instytut Geografii i Gospodarki Przestrzennej Uniwersytetu Jagiellońskiego w Krakowie.